# Vielången, Skåne
Vielången är en sjö i Osby kommun och Östra Göinge kommun i Skåne och ingår i Skräbeåns huvudavrinningsområde. Sjön har en area på 0,185 kvadratkilometer och ligger 92,6 meter över havet.

## Delavrinningsområde
Vielången ingår i det delavrinningsområde (624707-140666) som SMHI kallar för Utloppet av Vielången. Medelhöjden är 102 meter över havet och ytan är 4,23 kvadratkilometer. Räknas de 7 avrinningsområdena uppströms in blir den ackumulerade arean 86,12 kvadratkilometer. Avrinningsområdets utflöde Skräbeån (Alltidhultsån) mynnar i havet. Avrinningsområdet består mestadels av skog (70 %) och sankmarker (15 %). Avrinningsområdet har 0,18 kvadratkilometer vattenytor vilket ger det en sjöprocent på 4,2 %.